# Svante Svenson

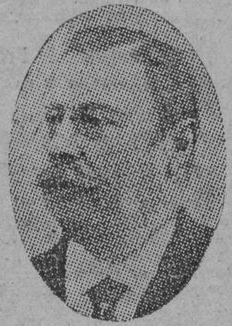
Svante Svensson

Svante Gervasius Svensson, född 19 juni 1848, död 15 februari 1916, var en svensk byggmästare och arkitekt bosatt i Karlshamn. 
Svante Svensson ansvarade för byggandet av flera centrala byggnader i Karlshamn, t. ex. Stadshotellet, Karlshamns sparbank och Bodetorpsskolan, men även flera trähus i Ronneby brunnspark. I Kristianstad byggde och ritade han Frimurarehuset, Kristianstads sparbank och Fornstugan i Tivoliparken, dessutom sockerfabriken i Arlöv och andra byggnader i Malmö, Halmstad och Växjö. Han utförde ritningarna och uppförde Degeberga tingshus 1891, Ljungby tingshus 1901 och Lycksele tingshus 1907.
Hans son Vilhelm Svensson gjorde efter studier vid Tekniska högskolan i Charlottenburg karriär som inredningsarkitekt vid flera kända museer som Pergamonmuseet, Bodemuseum och Konsthantverkmuseet i Berlin i början av 1900-talet.

## Bilder

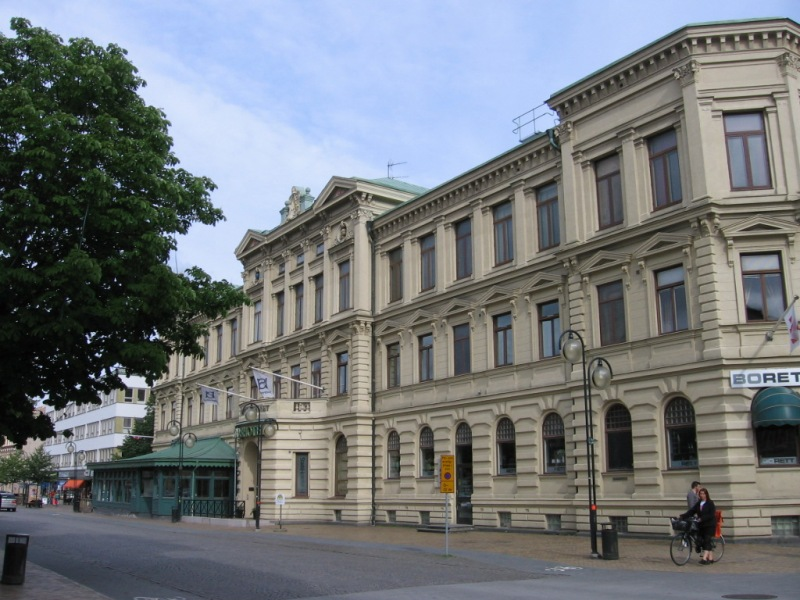
Frimurarehuset, Kristianstad
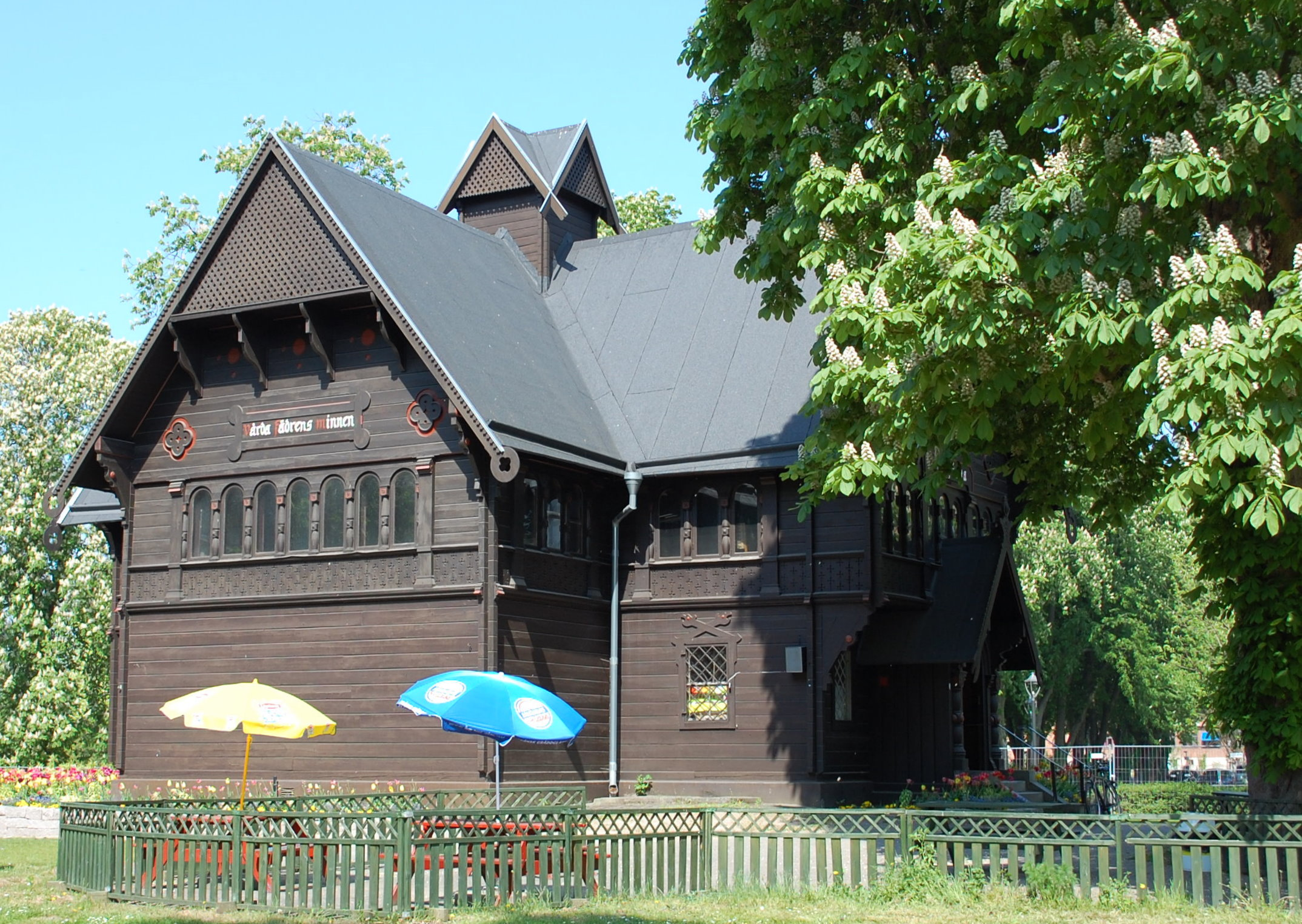
Fornstugan, Kristianstad
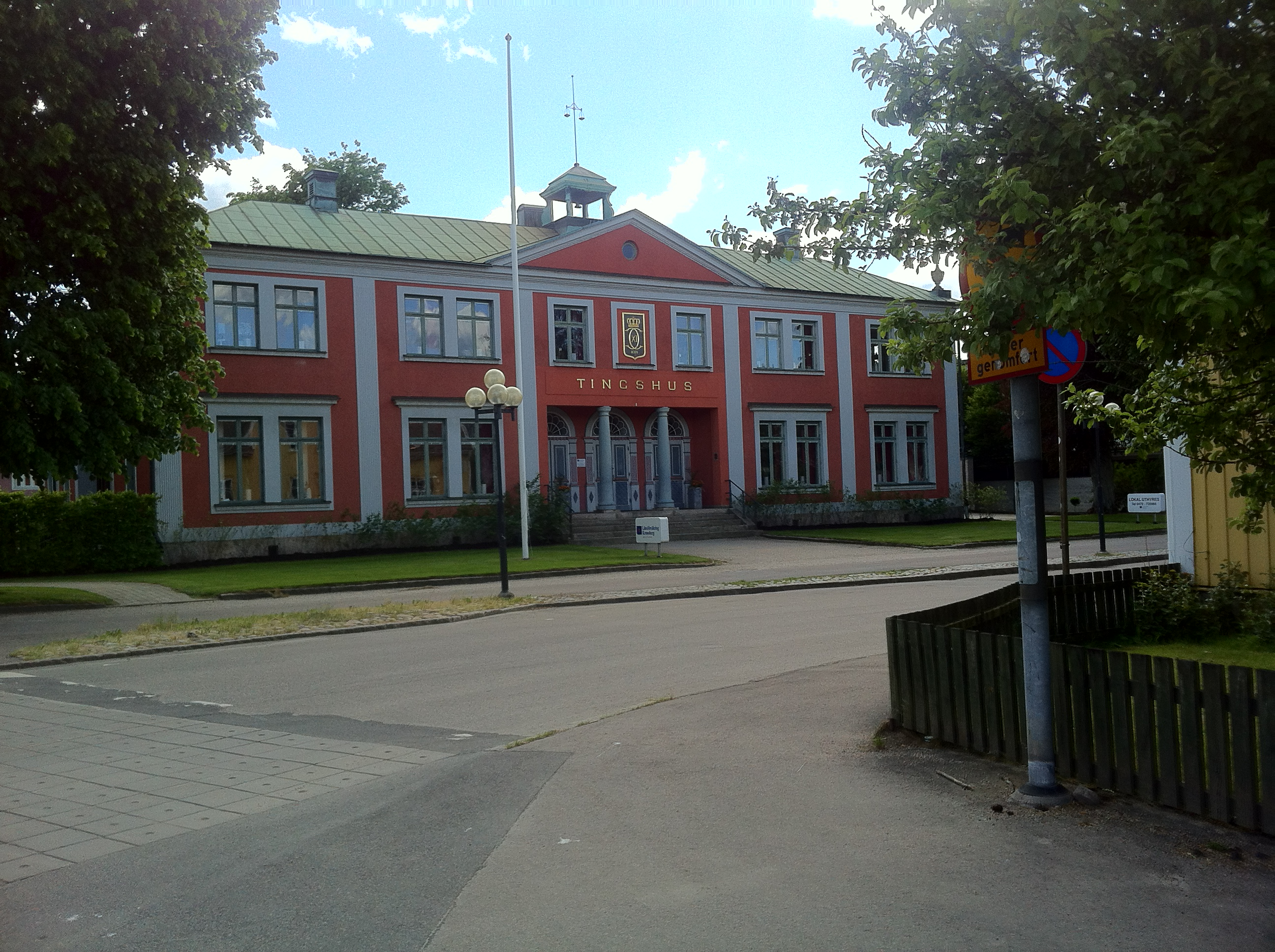
Ljungby tingshus